# Mullsjö framtid
Mullsjö framtid (MF eller MFR) är ett lokalt politiskt parti i Mullsjö kommun.

## Historik
Partiet bildades 2002 av företagaren Stefan Lindqvist. I kommunalvalet samma år fick partiet 9 % av rösterna och tre fullmäktigemandat, och blev därmed vågmästare i kommunfullmäktige. I valet 2006 erhöll partiet 24 % av rösterna vilket gav nio fullmäktigemandat. Partiet blev därmed det största i kommunfullmäktige.
Partiet bildade 2006-08 majoritet i kommunen tillsammans med de borgerliga partierna. 2008 upplöstes denna majoritet efter en tid av politisk turbulens och Mullsjö framtid gick i opposition. I valet 2010 gick partiet tydligt tillbaka till 15 procent av rösterna och fem fullmäktigemandat.
I valet 2014 gick partiet tillbaka ytterligare lite till 12,84 % men behöll fem  fullmäktigemandat.
I valet 2018 gick partiet kraftigt tillbaka till endast 4,25 % av rösterna och lämnades med bara ett mandat i kommunfullmäktige. Tre av de förlorade mandaten tappades till Sverigedemokraterna som även vid valet 2014 tog röster från partiet. Partiet är av likartad inriktning som Sverigedemokraterna och det kan förklara att väljarna är rörliga mellan de båda partierna. 
I valet 2022 fick partiet endast 0,18 % av rösterna, vilket gjorde att partiet tappade sitt enda mandat.

## Valresultat
| År   | Röster | %     | Mandat  |
| ---- | ------ | ----- | ------- |
| 2002 | 374    | 8,8   | 3 av 35 |
| 2006 | 1 059  | 24,2  | 9 av 35 |
| 2010 | 681    | 14,79 | 5 av 35 |
| 2014 | 611    | 12,84 | 5 av 35 |
| 2018 | 204    | 4,25  | 1 av 35 |
| 2022 | 9      | 0,18  | 0 av 31 |